# Михайловские ворота (Динабургская крепость)

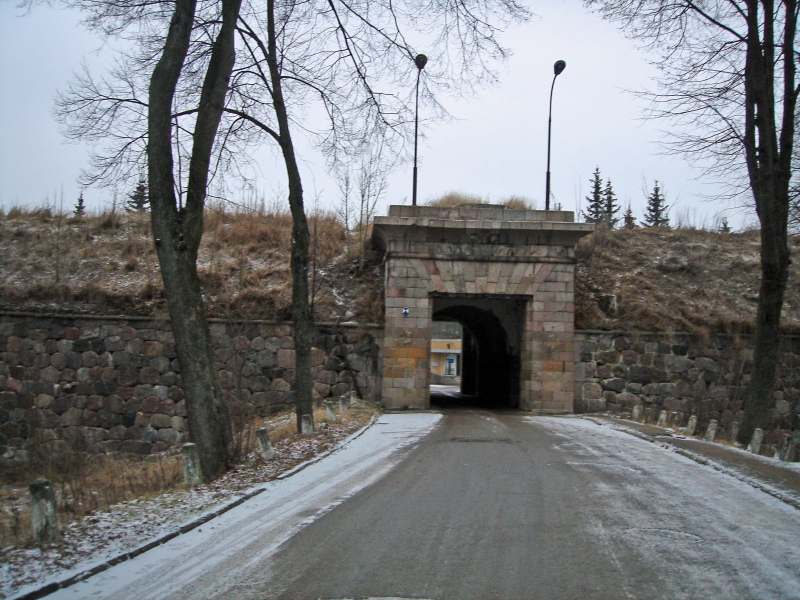
Михайловские ворота

Михайловские ворота — одни из четырёх ворот Динабургской крепости. Находятся в городе Даугавпилс Латвия.

## Описание
В настоящее время центральный вход в крепость. От ворот начинается улица Михаила, проходящая через всю крепость. Порталы ворот выполнены из гранита в египетском стиле. Створки ворот не сохранились. На внешнем портале вырезан по камню герб Российской империи. К воротам ведёт насыпная дамба, сооружена в 20-х годах 20 века, для чего пришлось прорезать вал между двухэтажным капониром и Промежуточными (Арочными) воротами. Далее караульное помещение кордегардия. В крепости от ворот справа на холме комплекс Иезуитского коллегиума, слева Артиллерийский арсенал.

## История
Сооружены в период 1820—1830 годов 19 века. Названы по именам детей Императора Павла I. К воротам подводил деревянный мост через ров и Промежуточные ворота, мост был с коленами не прямой по условиям обороны крепости. В 2011 году через ворота проведены новые коммуникации (водопровод, силовые кабели) для чего летом на месяц ворота были закрыты для проезда транспорта. К октябрю 2012 года замощена плиткой улица Михаила, освещение, под воротами остался немощённый участок проезда, за воротами на дамбе лежит новый асфальт, тротуар и освещение.

## Будущее
В планах провести воссоздание части деревянного моста от Промежуточных ворот до Кордегардии, и далее с выходом на действующую дорогу, с реставрацией прилегающих зданий.

## Транспорт
До крепости, ворот можно добраться
- Трамвай № 3, конечная остановка Крепость.
- Автобусом № 4,5 и 13 остановка Крепость.
- Маршруткой № 13А